# Aurel Gabriel Simionescu
Aurel Gabriel Simionescu (n. 9 decembrie 1955, Brăila, România) este un politician român, senator român în legislatura 2004-2008 ales în județul Brăila pe listele partidului PSD. Aurel Gabriel Simionescu a fost reales în 2012 primar al Brăilei, din parta USL.
În cadrul activității sale parlamentare, Aurel Gabriel Simionescu a fost membru în grupurile parlamentare de prietenie cu Republica Arabă Egipt, Regatul Belgiei și Republica Franceză-Senat. Aurel Gabriel Simionescu a fost membru în următoarele comisii:
Comisii permanente 
- Comisia pentru administrație publică, organizarea teritoriului și protecția mediului - Secretar
- Comisia pentru privatizare și administrarea activelor statului (până în feb. 2004)

Comisii speciale comune 
- Comisia parlamentară specială referitoare la repartizarea și monitorizarea timpilor de antenă în vederea campaniei vizând referendumul național privind introducerea votului uninominal pentru alegerea membrilor Parlamentului României

Comisii de anchetă comune 
- Comisia parlamentară de anchetă pentru investigarea și clarificarea modului în care au fost cheltuite sumele din fondul constituit în cotă de 2% din sumele obținute din privatizări, destinat construcției de locuințe sociale, prevăzut la art.44 alin.(2) din Legea nr.10/2001 privind regimul juridic al unor imobile preluate în mod abuziv în perioada 6 martie 1945 - 22 decembrie 1989, republicată

Aurel Gabriel Simionescu a înregistrat 282 de luări de cuvânt în 143 de ședințe parlamentare și a inițiat 32 de propuneri legislative dun care 2 au fost promulgate legi. Aurel Gabriel Simionescu a demisionat din Senat pe data de 23 iunie 2008 și a fost înlocuit de senatorul Ion Rotaru.